# Ninodes flavimedia
Ninodes flavimedia är en fjärilsart som beskrevs av W. Warren 1907. Ninodes flavimedia ingår i släktet Ninodes och familjen mätare. Inga underarter finns listade i Catalogue of Life.